# Juver

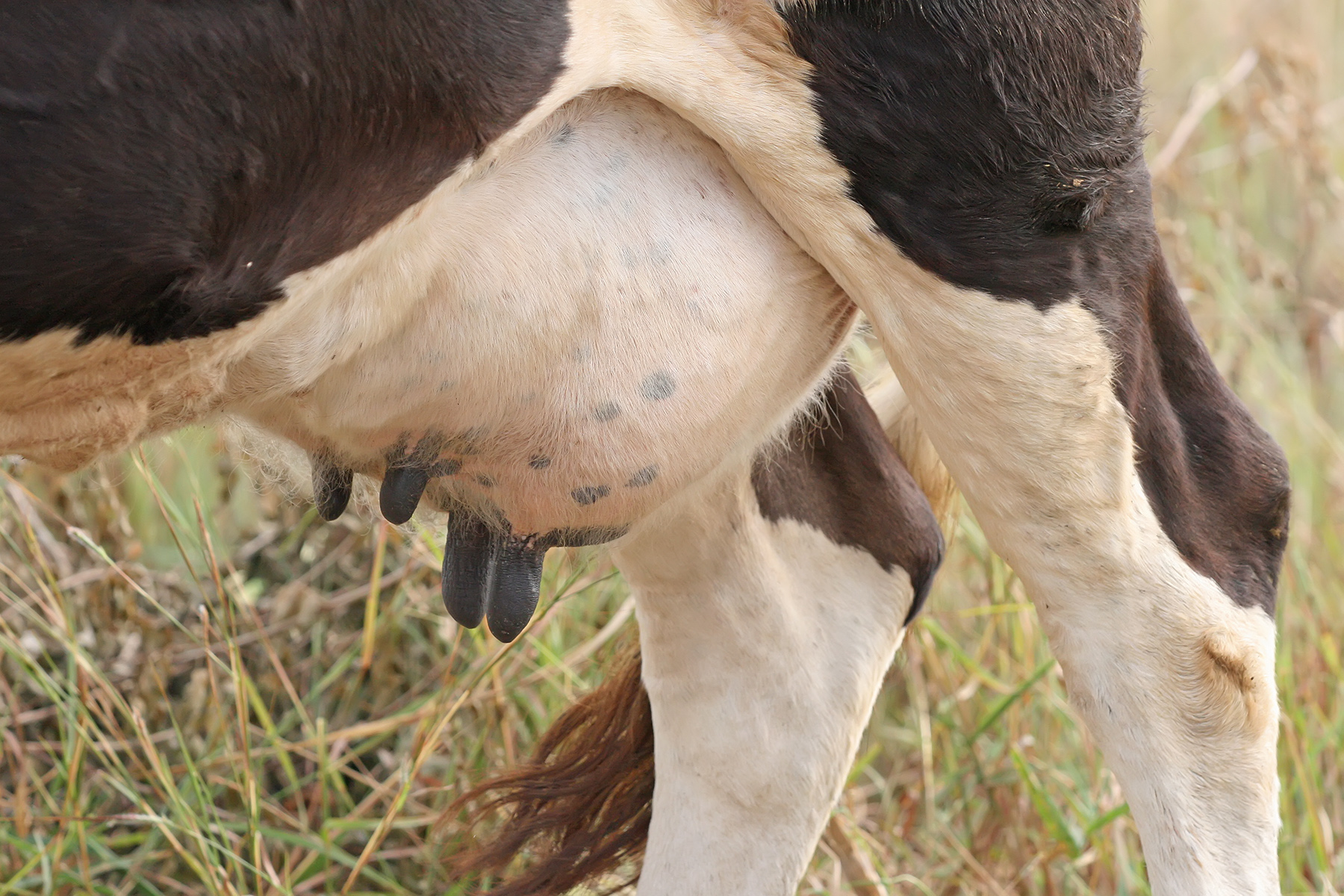
En kos juver.

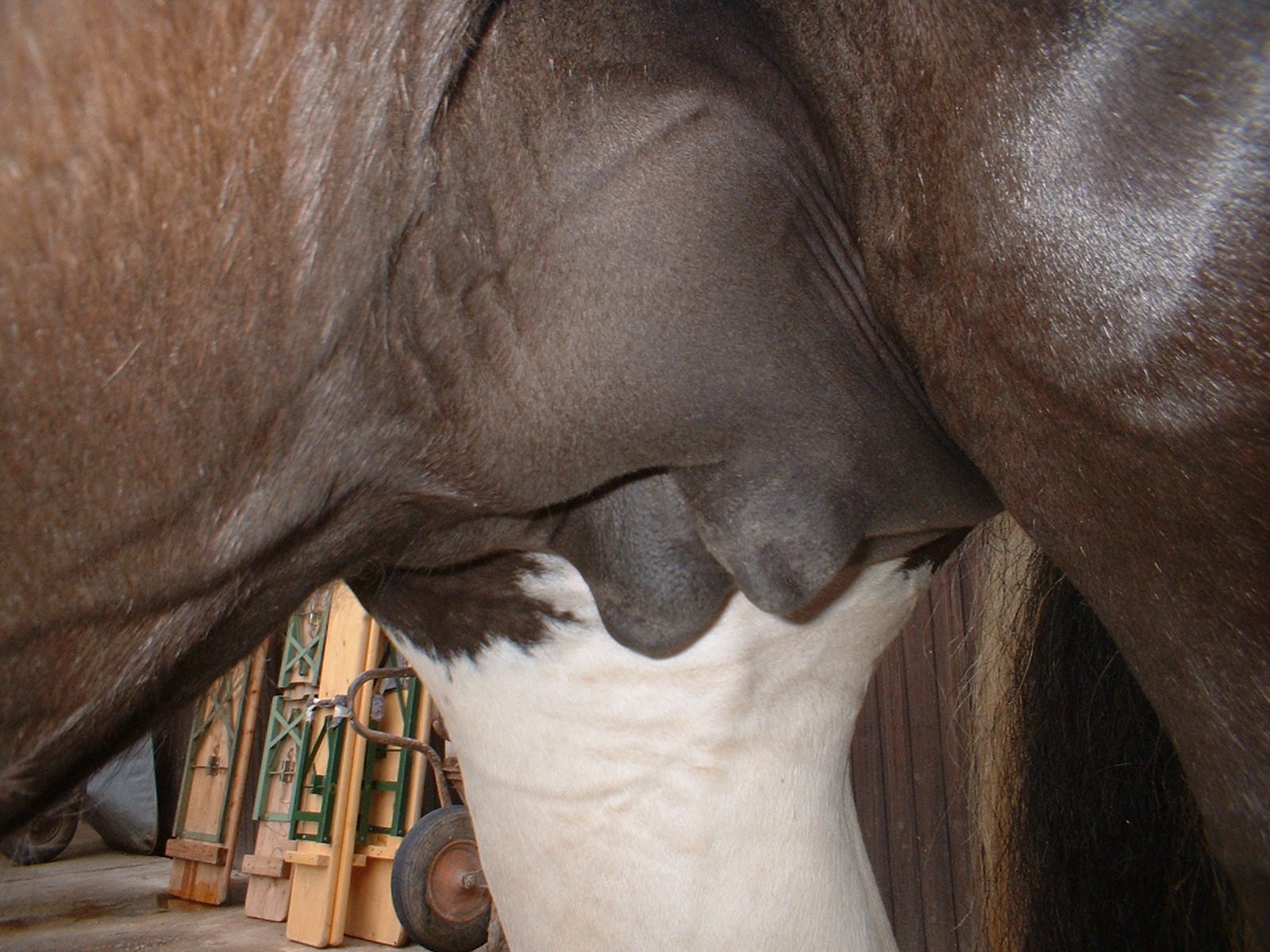
Hästens juver har två spenar.

Juver kallas mjölkkörteln hos däggdjurshonan (med undantag av människan).

## Fysisk utformning
Hos en del djur, till exempel svin, hund och katt sträcker sig juvret längs bröstet och buken, medan andra endast har juver mellan bakbenen, som häst, ko, får och get, eller mellan frambenen som elefant och apa.
Ytterst är juvret beklätt med tunn hud, som hos vissa djur saknar hårväxt. Där innanför finns en bindvävshinna, som skjuter in i den mjölkbildande körtelvävnaden. Den delar även av juvret på längden samt skiljer de olika mjölkkörtlarna åt på tvären när antalet är fler än två.
Varje mjölkkörtel mynnar i en spene. Suggan har upp till 16 spenar, tiken har 10, kattan 8, kon 4, medan stoet, tackan och geten har 2 liksom elefanten och apan.

## Funktion
Juvrets mjölkproducerande del heter alveoler, dessa bygger upp lobuli som i sin tur bildar lober. Det kan finnas upptill 75 000 alveoler per cm³. Vid stimulering av ett lakterande juver frigörs oxytocin från hypofysen vilket gör att myoepitelceller kring alveolerna dras samman. Detta leder till att mjölken pressas ut i mjölkkanalerna som förenar alveolerna. Kanalerna mynnar antingen direkt utåt i spetsen på en så kallad spene eller tömmer sig först i ett slags reservoar, mjölkcisternen, som sedan med en kort utförsgång, spenkanalen, mynnar i spetsen på spenen.
Mjölkkörtlarna kallas ofta sekundära könskörtlar, även om juvret egentligen är en hudkörtel, jämförbar med svett- och talgkörtlar.